# Chiesa dei Santi Pietro e Paolo (Arce, Italia)
La chiesa arcipretale dei Santi Pietro e Paolo, nota pure con il titolo di collegiata,  è la parrocchiale di Arce, in provincia di Frosinone e diocesi di Sora-Cassino-Aquino-Pontecorvo; fa parte della zona pastorale di Aquino.

## Storia
La primitiva chiesa sorse nell'Alto Medioevo, forse tra i secoli VIII e IX, periodo a cui risalgono due frammenti di sculture inglobate nell'edificio settecentesco.
Dalla relazione della visita compiuta nel 1603 dal vicario diocesano Felice Veltronio s'apprende che la chiesa era dotata di quattro altari.
La prima pietra della nuova collegiata venne posta nel 1702; i lavori di costruzione terminarono con la consacrazione della chiesa, celebrata il 17 dicembre 1744 dal vescovo di Aquino e Pontecorvo Francesco Antonio Spadea.
Il campanile di sinistra fu portato a compimento nel 1819, mentre quello sulla destra è più recente, essendo stato edificato nel 1954.

## Descrizione

### Esterno
La facciata in pietra della collegiata, rivolta a levante, presenta al centro il portale d'ingresso e sopra una finestra di forma rettangolare.
Ai lati si ergono i due campanili, leggermente convessi e caratterizzati da due nicchie ospitanti le statue raffiguranti i Santi Pietro e Paolo, realizzate da Claudio Traversi; le celle presentano davanti e sui lati delle monofore.

### Interno
L'interno dell'edificio si compone della navata e del transetto, che formano la pianta a croce greca; al termine dell'aula si sviluppa il presbiterio, rialzato di alcuni gradini, ospitante l'altare maggiore e chiuso dall'abside semicircolare, in cui è alloggiato l'organo.
Qui sono conservate diverse opere di pregio, tra le quali le raffigurazioni dei Quattro Evangelisti, visibili sui pennacchi della cupola, la tela con soggetto il Battesimo di Gesù nel Giordano, la statua di Sant'Eleuterio morente, realizzata dalla ditta partenopea Lettieri, la pala ritraente l'Immacolata, dipinta da Alberto Pelagalli, la tela che rappresenta la Sacra Famiglia assieme a San Giovanni Battista, l'altare della Madonna di Pompei e i quadretti della Via Crucis, risalenti al Novecento.